# Zatrucie alkoholem metylowym
Zatrucie alkoholem metylowym – zatrucie organizmu powstające na skutek spożycia metanolu (alkoholu metylowego). Do części zatruć dochodzi pomyłkowo, ponieważ własności organoleptyczne (konsystencja, smak i zapach) alkoholu metylowego i etylowego są podobne.
Metanol wchłania się dobrze z przewodu pokarmowego oraz przez drogi oddechowe. Po dostaniu się do krwi trafia do tkanek i kumuluje się w narządach najbardziej uwodnionych, jak gałka oczna. Nie jest całkowicie spalany w organizmie człowieka, a w wyniku jego bardzo szybkiego metabolizowania powstają dwa szkodliwe produkty: formaldehyd i kwas mrówkowy. Po około 2 godzinach od wchłonięcia metanol nie występuje prawie wcale we krwi, natomiast w organizmie obecne jest wysokie stężenie kwasu mrówkowego.
Większość metanolu jest wydalana z moczem w postaci metabolitów, niewielka ilość także przez drogi oddechowe wraz z powietrzem wydechowym.

## Toksyczność
Metanol jest głównie toksyczny pośrednio. Toksyczne są przede wszystkim jego metabolity (aldehyd i kwas mrówkowy). Uszkadzają one bezpośrednio komórki, denaturując białka, działają też szkodliwie na nerwy (szczególnie nerw wzrokowy). Toksyczność metanolu dotyczy zatem przede wszystkim ośrodkowego układu nerwowego, a także nerek, wątroby i serca. W oku, poza nerwem wzrokowym, uszkadzana jest także siatkówka. Oprócz tego kwas mrówkowy powoduje powstanie kwasicy metabolicznej.
Najniższa zanotowana dawka śmiertelna (LDLo) alkoholu metylowego dla człowieka to 143 mg/kg, a LD50 dla szczurów wynosi 1,2–5,6 g/kg (doustnie). Ze względu na metabolizowanie do kwasu mrówkowego utrata wzroku może nastąpić już przy znacznie mniejszej dawce tego alkoholu.
Fazy zatrucia metanolem
1. Faza narkotyczna – działanie zbliżone do działania etanolu, nie ma jeszcze toksycznych metabolitów, objawy:
  - przyśpieszony oddech
  - bóle i zawroty głowy
  - nudności i wymioty.
2. Faza kwasicza – powstający kwas mrówkowy powoduje kwasicę metaboliczną, objawy:
  - bóle brzucha
  - zaczerwieniona skóra, przekrwione spojówki
  - spadek ciśnienia krwi.
3. Faza uszkodzenia OUN – uszkodzenie nerwów, objawy:
  - zaburzenia widzenia, problemy z ostrością widzenia
  - rozkojarzenie motoryczne
  - pobudzenie, a później zaburzenia świadomości do śpiączki włącznie
  - w końcowym stadium zniesienie odruchów fizjologicznych i porażenie ośrodka oddechowego.

Do zgonu może dojść już po kilku godzinach od wypicia większej ilości metanolu.
Jeżeli osoba zatruta przeżyje ten okres, a kwasica zostanie wyrównana, dochodzi do powikłań takich jak całkowita ślepota (pozagałkowe zapalenie nerwu wzrokowego), ostra niewydolność nerek, uszkodzenia wątroby i mięśnia sercowego.

## Leczenie
Pierwsza pomoc według karty charakterystyki (MSDS) metanolu (dla osoby przytomnej):
- wywołać w dowolny sposób wymioty;
- podać ok. 100 ml etanolu 40% (zapobiega dalszemu wchłanianiu się metanolu i spowalnia jego metabolizm);
- zabezpieczyć funkcje życiowe;
- wezwać pogotowie ratunkowe.

Pierwsza pomoc, wersja alternatywna:
- wywoływanie wymiotów;
- podanie do 4 g wodorowęglanu sodu co pół godziny;
- zabezpieczenie funkcji życiowych;
- natychmiastowa pomoc specjalistyczna, medyczna.

Leczenie szpitalne:
- zwalczanie kwasicy metabolicznej – podawanie wodorowęglanu sodu pod kontrolą badania gazometrycznego;
- przeprowadzenie hemodializy w celu usunięcia metanolu z krwiobiegu;
- podawanie rozcieńczonego roztworu etanolu dożylnie w postaci kroplówki w celu zapobiegania gromadzenia się toksycznych metabolitów metanolu.

Alkohol etylowy (etanol) oraz fomepizol są odtrutkami swoistymi w leczeniu zatrucia metanolem.